# Mervyn Bennet
Mervyn Bennet (7 de septiembre de 1944) es un jinete australiano que compitió en la modalidad de concurso completo. Participó en dos Juegos Olímpicos de Verano en los años 1976 y 1984, obteniendo una medalla de bronce en Montreal 1976 en la prueba por equipos.

## Palmarés internacional
| Juegos Olímpicos | Juegos Olímpicos  | Juegos Olímpicos  | Juegos Olímpicos |
| Año              | Lugar             | Medalla           | Categoría        |
| ---------------- | ----------------- | ----------------- | ---------------- |
| 1976             | Montreal (Canadá) | Medalla de bronce | Por equipos      |